# Матерн, Анатолий Иванович
Анато́лий Ива́нович Мате́рн (род. 1 апреля 1951 года, пос. Вагиль Гаринского района Свердловской области, СССР) — советский и российский учёный-химик.
C декабря 2007 года по июнь 2010 года занимал должность ректора Уральского государственного технического университета — УПИ имени первого Президента России Б. Н. Ельцина, в 2010—2015 гг. — первый проректор Уральского федерального университета имени первого Президента России Б. Н. Ельцина.

## Биография
Родился 1 апреля 1951 года в пос. Вагиль Гаринского района Свердловской области, в семье поволжских немцев. Во время Великой Отечественной войны его отец, Иван Иванович, был репрессирован и сослан на север Свердловской области, в СевУралЛаг, без права возвращения на родину. Мать — Анна Лисковская, приехала туда же добровольцем после войны из только что освобожденной Днепропетровщины.
В 1968 году окончил с серебряной медалью среднюю школу № 2 пос. Восточный Серовского района Свердловской области, и поступил на химико-технологический факультет Уральского политехнического института им. С. М. Кирова. В 1973 году окончил его по специальности «Химическая технология пластических масс».
После окончания института как офицер запаса был призван на службу в Вооружённые Силы СССР, был командиром танкового взвода. В 1975 году вернулся в УПИ, поступил в аспирантуру, работал инженером на кафедре аналитической химии.
В 1980 г. защитил кандидатскую диссертацию. С 1983 года — доцент кафедры.
20 июня 1988 года избран деканом химико-технологического факультета УПИ, занимал эту должность до 2008 г. В 2000 г. был избран также заведующим кафедрой аналитической химии. В июле 2007 года получил звание доктора химических наук.
19 декабря 2007 года на альтернативной основе был избран ректором УГТУ-УПИ, во втором туре выборов обошёл А. Б. Соболева — проректора по учебной работе (через год Соболев был назначен министром общего и профессионального образования Свердловской области), утверждён в должности 26 декабря 2007 года. В июне 2010 — июле 2015 гг. — 1-й проректор Уральского федерального университета им. первого Президента России Б. Н. Ельцина.
 Депутат Законодательного Собрания Свердловской области (2011—2016).

## Научная деятельность
Основное направление научной работы — физико-химические методы исследования реакций окислительной ароматизации дигидропиридиновых производных — аналогов никотинамидных коферментов, реакций комплексообразования аминов, практическое использование аминов в качестве ингибиторов коррозии, исследование природных и искусственных сорбентов. Подготовил 3 кандидатов наук.
Руководитель и соисполнитель ряда грантов РФФИ, целевой программы фундаментальных исследований президиума РАН. Организатор международного сотрудничества с университетами городов Бари (Италия), Веспрем (Венгрия). Является активным участником комиссий Ученого совета УрФУ, член редколлегии научного журнала «Аналитика и контроль».
Является автором 125 печатных работ, 18 печатных учебно-методических работ и учебно-популярных книг, имеет 4 авторских свидетельства и патента.

## Семья
Женат. Супруга Маргарита Петровна — выпускница ХТФ УПИ. Имеет двух дочерей, двух внучек и двух внуков.

## Достижения и награды
Ветеран, экс-командир (1976) студенческого строительного отряда «Горизонт».
Почётный работник высшей школы, А. Матерн входит в совет директоров предприятий и организаций Кировского района Екатеринбурга, является членом президиума Совета предприятий химической промышленности Свердловской области. Награжден грамотой Минвуза, грамотами Правительства Свердловской области.
- Нагрудный знак «Почётный работник высшего профессионального образования Российской Федерации»